# Frankfort (Michigan)
Frankfort è un comune degli Stati Uniti d'America, situato nello Stato del Michigan, nella contea di Benzie.